# Colroy-la-Grande
Colroy-la-Grande je francouzská obec v departementu Vosges, v regionu Grand Est.

## Geografie
Obcí protéká říčka Fave. K obci opatří dvě samoty: Houssot a Neuveville.

## Znak
Zelená barva a dva jehličnaté stromy ukazují na velkou zalesněnou plochu na území obce; včela na rozšířené včelařství.

## Památky
- kostel sv. Jana Křtitele z 18. století
- kaple sv. Šebestiána ze 17. století

## Vývoj počtu obyvatel
Počet obyvatel